# Chris Yéyé
Chris Yéyé (Paperetta Yè-Yè en version originale italienne) est un personnage de fiction de l'univers des canards créé en 1966 par le dessinateur italien Romano Scarpa pour les studios Disney.

## Création et évolution
Dès ses débuts dans Et voici Chris ! L'idole des jeunes ! (Arriva Paperetta Yè-Yè), elle a été présentée comme la petite-fille de Goldie O'Gilt,.
Goldie, qui se retire dans une maison de repos, abandonne Chris venant d'achever le lycée parce qu'elle n'est plus en mesure de prendre soin d'elle et la confie à Picsou. On peut en déduire que Chris a dix-huit ans à cette époque. Parfois, elle travaille comme journaliste pour Brigitte McBridge ou pour le frère (peu connu en France) de Picsou : Gédéon Picsou. Elle va se lier d'amitié avec Popop avec qui elle mène des enquêtes et reportages. Les deux personnages ont en commun d'être inspirés de la Beat Generation.
De taille moyenne, avec des cheveux blonds, coupés court avec une mèche, de petits yeux vifs, Chris est un cas rare d'adolescent dans l'univers Disney. De plus, elle se met corps et âme à suivre ses passions dont une vocation affirmée pour la musique pop et la photographie. Elle représente le stéréotype des adolescents des années 60 : exubérant et engageant, sans crainte de s'impliquer dans l'époque des luttes pour les droits, des grèves et des mouvements musicaux comme le rock'n roll, la beatlemania et le yéyé.

## Apparition en bandes dessinées
Depuis 1966, Chris est apparue dans plus de 200 histoires d'après le site INDUCKS, dont seulement 25 ont été publiées en France (en 2020).
Elle est devenue populaire en Italie et au Brésil, entre autres, mais a eu très peu d'échos en France. Au Brésil, elle a même eu sa propre série avec ses amis Ariane, Olympe, Charles-Henri (ou Georges-Henri) et Papagaï (l'"Aracuan Bird" du film Les Trois Caballeros) à partir de 1984. Ces histoires intitulées Os adolescentes servaient à boucler Zé Carioca (un magazine brésilien consacré à José Carioca). En France, ces aventures paraissent sous le titre L'Âge du rock dans Picsou Magazine ; dans cette traduction approximative, Chris s'appelle parfois Choupette, parfois Pata Lee.
En 2017, Chris est mise en avant avec Daisy et Géo dans l'histoire Ducks on the Road réalisée par Teresa Radice et Stefano Turconi. Cette histoire est un long hommage à Jack Kerouac, à la Beat Generation et aux premiers hippies.

## Son nom au fil des pays
Si son nom original italien est Paperetta Yè-Yè, au Brésil, elle est connue comme Pata Lee (ou Ieie), parodie du nom de l'icône rock brésilienne Rita Lee. En anglais, elle s'appelle Dickie Duck.